# Robert Zemeckis
Robert Zemeckis (Chicago, 14 mei 1952) is een Amerikaanse filmregisseur, -schrijver en -producent.
Hij ging naar de universiteit voor filmstudies in de University of Southern California. Zijn carrière maakte een snelle start door het winnen van een Academy Award voor filmstudenten voor de film "A Field of Honor”.
Zemeckis werkt vaak samen met componist Alan Silvestri en schrijver Bob Gale.

## Belangrijkste films
- Here (2024)
- Pinocchio (2022)
- The Witches (2020)
- Welcome to Marwen (2018)
- Allied (2016)
- The Walk (2015)
- Flight (2012)
- A Christmas Carol (2009)
- Beowulf (2007)
- The Polar Express (2004)
- Thir13en Ghosts (2001)
- Cast Away (2000)
- What Lies Beneath (2000)
- Contact (1997)
- Forrest Gump (1994)
- Death Becomes Her (1992)
- Back to the Future Part III (1990)
- Back to the Future Part II (1989)
- Who Framed Roger Rabbit (1988)
- Back to the Future (1985)
- Romancing the Stone (1984)
- Used Cars (1981)
- I Wanna Hold Your Hand (1978)